# Aarhus (općina)
Århus je općina u danskoj regiji Središnji Jutland.

## Zemljopis
Općina se nalazi u istočnom dijelu poluotoka Jutlanda, prositire se na 468.87 km2.

## Stanovništvo
Prema podacima o broju stanovnika iz 2010. godine općina je imala 310.653 stanovnika, dok je prosječna gustoća naseljenosti 654,77 stan/km2. Središte općine je grad Århus.

### Gradovi
| Najveći gradovi u općini |           |                    |
| Br.                      | Grad      | Stanovnika (2010.) |
| 1.                       | Århus     | 242.914            |
| 2.                       | Lystrup   | 10.027             |
| 3.                       | Løgten    | 6.207              |
| 4.                       | Mårslet   | 4.379              |
| 5.                       | Beder     | 4.332              |
| 6.                       | Stavtrup  | 3.709              |
| 7.                       | Harlev    | 3.508              |
| 8.                       | Malling   | 3.462              |
| 9.                       | Solbjerg  | 3.139              |
| 10.                      | Hjortshøj | 2.867              |
| 11.                      | Trige     | 2.701              |

## Vanjske poveznice
- Službena stranica općine  Arhivirana inačica izvorne stranice od 20. svibnja 2005. (Wayback Machine)